# Santander (miasto)
Santander – miasto w północnej Hiszpanii, nad Zatoką Biskajską, na Costa Verde. Stolica Kantabrii, liczy około 170 tysięcy mieszkańców.

## Historia
W czasach rzymskich miasto nosiło nazwę Portus Victoriae Iuliobrigensium. Obecna nazwa wywodzi się od imienia świętego Emeteriusza – legionisty rzymskiego, którego wraz z Kaledoniuszem ścięto za wiarę; ich głowy, według legendy, trafiły tu jako relikwie w III lub IV wieku (hiszp. Santos Emeterio y Celedonio).
W roku 1187 król Alfons VIII Szlachetny mianował opata miejscowego klasztoru rządcą miasta, a w 1248 Santander uczestniczyło w walkach o Sewillę, uzyskując w zamian herb. W wiekach średnich było ważnym portem Kastylii, a później ośrodkiem handlu z Nowym Światem, chociaż w XVII wieku przeżyło regres. Prawa miejskie otrzymało w roku 1755.
W 1893 roku frachtowiec Cabo Machichaco eksplodował w porcie, zabijając 590 osób. Santander było ulubionym miejscem letniego odpoczynku królów Hiszpanii mimo pożaru, który w 1941 strawił większość zabytkowej starówki. Gnany silnym południowym wiatrem ogień szalał dwa dni. Jedyną ofiarą śmiertelną żywiołu był walczący z pożarem strażak, ale tysiące ludzi straciło dach nad głową. Katedra również uległa płomieniom.

## Demografia
W 1991 Santander było zamieszkane przez 191 tysięcy osób, później jednak niski przyrost naturalny, a także rosnące koszty utrzymania spowodowały spadek populacji, w pewnym tylko stopniu uzupełniany przez napływ imigrantów.

## Gospodarka
W Santander rozwinął się przemysł samochodowy, stoczniowy, petrochemiczny, metalowy, maszynowy, chemiczny oraz papierniczy. Funkcjonuje tu port handlowy, rybacki oraz pasażerski. Miasto jest węzłem komunikacyjnym, usytuowany jest tu port lotniczy. Santander posiada dwa uniwersytety, w tym papieski.

## Klimat
| Miesiąc | Sty  | Lut  | Mar  | Kwi  | Maj  | Cze  | Lip  | Sie  | Wrz  | Paź  | Lis  | Gru  | Roczna |
| --- | ---- | ---- | ---- | ---- | ---- | ---- | ---- | ---- | ---- | ---- | ---- | ---- | ------ |
| Średnie temperatury w dzień [°C]                                                                                                | 13.6 | 13.8 | 15.7 | 16.6 | 19.1 | 21.6 | 23.6 | 24.2 | 22.8 | 20.3 | 16.3 | 14.2 | 18,5   |
| Średnie dobowe temperatury [°C]                                                                                                 | 9.7  | 9.8  | 11.3 | 12.4 | 15.1 | 17.8 | 19.8 | 20.3 | 18.6 | 16.1 | 12.5 | 10.5 | 14,5   |
| Średnie temperatury w nocy [°C]                                                                                                 | 5.8  | 5.7  | 7.0  | 8.3  | 11.1 | 13.9 | 16.0 | 16.4 | 14.4 | 11.8 | 8.7  | 6.7  | 10,5   |
| Opady [mm] | 106  | 92   | 88   | 102  | 78   | 58   | 52   | 73   | 83   | 120  | 157  | 118  | 1129   |
| Średnia liczba dni z opadami | 12.3 | 11.1 | 9.9  | 11.9 | 10.4 | 7.6  | 7.3  | 7.6  | 8.9  | 11.1 | 13.3 | 12.7 | 123,6  |
| Wilgotność [%] | 72   | 72   | 71   | 72   | 74   | 75   | 75   | 76   | 76   | 75   | 75   | 73   | 74     |
| Średnie usłonecznienie [h] | 85   | 104  | 135  | 149  | 172  | 178  | 187  | 180  | 160  | 129  | 93   | 74   | 1649   |
| Źródło: Agencia Estatal de Meteorología (liczba dni z opadami dla wartości 1 mm, wysokość 3 m n.p.m., 7 km od morza, 1981–2010) |      |      |      |      |      |      |      |      |      |      |      |      |        |

| Sty  | Lut  | Mar  | Kwi  | Maj  | Cze  | Lip  | Sie  | Wrz  | Paź  | Lis  | Gru  | Rok  |
| ---- | ---- | ---- | ---- | ---- | ---- | ---- | ---- | ---- | ---- | ---- | ---- | ---- |
| 12,9 | 12,6 | 12,7 | 13,8 | 15,8 | 18,4 | 20,1 | 21,1 | 20,4 | 18,7 | 16,5 | 14,4 | 16,5 |

## Sport
Racing Santander - Klub piłkarski z siedzibą w Santander, obecnie występujący w Segunda División.

## Turystyka
Dzisiejsze Santander jest popularnym kąpieliskiem i uzdrowiskiem. Przyciąga jego umiarkowany (choć wilgotny) klimat.
Ważniejsze zabytki:

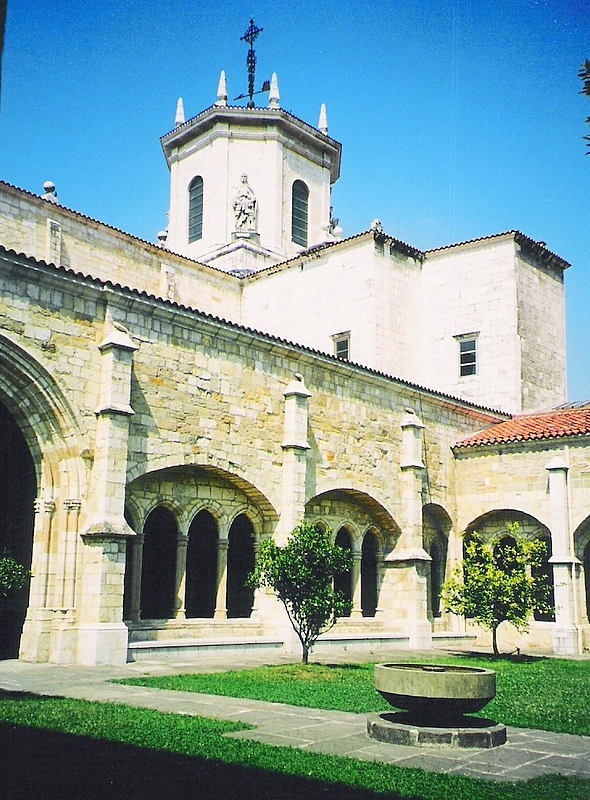
Dziedziniec w katedrze

- gotycka katedra (przebudowywana) z trójnawową kryptą zbudowaną w latach 1217–1310[5];
- klasztor z XIV-XVI wieku;
- pałac i park z początku XX wieku na półwyspie Magdalena u wejścia do zatoki Santander.

Ważniejsze muzea:
- Muzeum Sztuki Nowoczesnej i Współczesnej Santanderu i Kantabrii (hiszp. Museo de Arte Moderno y Contemporáneo de Santander y Cantabria)
- Muzeum Prehistorii i Archeologii (hiszp. Museo de Prehistoría y Arqueología) eksponujące znaleziska z kantabryjskich jaskiń oraz zabytki z czasów rzymskich[5];
- Muzeum Morskie (hiszp. Museo Marítimo) w którym można zobaczyć m.in. szkielety wielorybów oraz ok. 350 gatunków ryb.

## Osoby związane z Santanderem
- Severiano Ballesteros (1957–2011), golfista
- María Blanchard (1881–1932), malarz
- Iván Bolado (ur. 1989), piłkarz
- Matilde Camus (1919–2012), poetka
- Sergio Canales (ur. 1991), piłkarz
- Leonora Carrington (1917–2011), malarka i pisarka
- Iván Helguera (ur. 1975), piłkarz
- Pedro Munitis (ur. 1975), piłkarz
- Eduardo Noriega (ur. 1973), aktor
- Alfred Parte Saiz (1899–1936), pijar
- Iván de la Peña (ur. 1976), piłkarz
- Andrés García Prieto (1846–1915), malarz
- Fernando San Emeterio (ur. 1984), koszykarz